# اومه‌تسوگو اینوئه
اومه‌تسوگو اینوئه (انگلیسی: Umetsugu Inoue; ۳۱ مهٔ ۱۹۲۳ – ۱۱ فوریهٔ ۲۰۱۰) کارگردان فیلم، فیلم‌نامه‌نویس، و ترانه‌سرا اهل ژاپن بود.